# Малошукшаново
Малошукша́ново (рос. Малошукшаново, башк. Бәләкәй Шуҡшан) — присілок у складі Бураєвського району Башкортостану, Росія. Входить до складу Ванишівської сільської ради.
Населення — 42 особи (2010; 66 у 2002).
Національний склад:
- марійці — 100 %